# Epanadiplose
Die Epanadiplose (aus gleichbed. griechisch ἐπαναδίπλωσις, etwa „Unten-Oben-Verdopplung“) ist eine rhetorische Figur, die auf der Wiederholung eines Elementes am Anfang und am Ende einer größeren Einheit beruht.
Auf der Ebene eines Satzes oder eines Absatzes, eines Verses oder einer Strophe kann das wiederholte Element ein Wort sein. Überträgt man das Prinzip auf ein ganzes Werk (Gedicht, Roman, Theaterstück, Film), kann das wiederholte Element beispielsweise ein Objekt, ein Motiv oder eine Szene sein.
Beispiel: 
Der Film Forrest Gump beginnt und endet mit dem Motiv der Feder, das also als Epanadiplose eingesetzt wird. In dem Film Gilbert Grape fungiert eine Szene als Epanadiplose: die Anfangsszene des Films, in der Gilbert und Arnie auf die Durchfahrt der Wohnwagen warten, wird am Ende des Films in leicht abgewandelter Form wiederholt und schließt so den Film ab.
Siehe auch:
- Anadiplose
- Kyklos
- Epanalepse